# Rebirth (Angra)
Rebirth è il quarto disco del gruppo power metal brasiliano Angra.

## Il disco
È il disco della svolta per il combo brasiliano che sembrava destinato a sciogliersi dopo le partenze di Matos, Mariutti e Confessori: Gli arrivi di Edu Falaschi dietro al microfono, di Felipe Andreoli al basso e di Aquiles Priester alla batteria completano il cambio di 3/5 della formazione. Il gruppo cambia anche etichetta passando alla Steamhammer dalla precedente Lucretia. Il lavoro è prodotto da Dennis Ward.

## Tracce
1. In Excelsis
2. Nova Era
3. Millennium Sun
4. Acid Rain
5. Heroes Of Sand
6. Unholy Wars
  - Part I - Imperial Crown
  - Part II - Forgiven Return
7. Rebirth
8. Judgement Day
9. Running Alone
10. Visions Prelude (Fryderyk Chopin's Opus 24 in C minor)
11. Bleeding Heart (bonus track)

## Formazione
- Eduardo Falaschi - voce
- Kiko Loureiro - chitarra
- Rafael Bittencourt - chitarra
- Felipe Andreoli - basso
- Aquiles Priester - batteria